# Rain Wizard EP
Rain Wizard EP – drugie EP zespołu Black Stone Cherry wydane przez Roadrunner Records jedynie w formie elektronicznej na iTunes.

## Lista utworów
1. "Rain Wizard"
2. "Drinking' Champagne"
3. "Stop Runnin'"